# Walenty Faustyn Sobolewski
Hrabia Walenty Faustyn Sobolewski z Piętek, herbu Ślepowron (ur. w 1765, zm. 1831 roku) – polski arystokrata. Zajmował wysokie stanowiska urzędnicze w administracji państwowej Księstwa Warszawskiego i Królestwa Polskiego. Był stryjecznym bratem Ignacego Sobolewskiego oraz (od 1795) mężem Izabeli Grabowskiej, nieślubnej córki Stanisława Augusta Poniatowskiego.

## Życiorys
Za czasów I Rzeczypospolitej był sekretarzem w Gabinecie Jego Królewskiej Mości Stanisława Augusta Poniatowskiego (w latach 1784–1789), starostą warszawskim (1785–1794), posłem z ziemi warszawskiej na Sejm Czteroletni w 1788 roku. Wybrany członkiem wyłonionej w 1788 roku przez Sejm Czteroletni Deputacji Interesów Zagranicznych. 2 maja 1791 roku podpisał asekurację, w której zobowiązał się do popierania projektu Ustawy Rządowej. Był członkiem Zgromadzenia Przyjaciół Konstytucji Rządowej. Sędzia sejmowy ze stanu rycerskiego z Prowincji Wielkopolskiej w 1791 roku. Był członkiem warszawskiej Komisji Dobrego Porządku w 1788 roku. 24 sierpnia 1792 roku złożył akces i wykonał przysięgę konfederacji targowickiej.
W Księstwie Warszawskim sprawował funkcje senatora-kasztelana od 1807 roku, od 1810 senatora-wojewody. Członek Izby Edukacyjnej Księstwa Warszawskiego w 1808 roku. Asesor sejmiku powiatowego błońskiego w 1809 roku. Członek Komisji Dyrekcji Biletów Kasowych Księstwa Warszawskiego w latach 1810–1813. W 1812 roku przystąpił do Konfederacji Generalnej Królestwa Polskiego. Członek deputacji Rady Generalnej Konfederacji Generalnej Królestwa Polskiego do Napoleona w 1812 roku. W 1815 roku został senatorem-wojewodą Królestwa Polskiego. Minister prezydujący w Komisji Rządowej Sprawiedliwości Królestwa Polskiego w latach 1816–1819, a W latach 1826–1830 był prezesem Rady Administracyjnej.
Został odznaczony Orderem Orła Białego w 1792 roku, Orderem Świętego Stanisława w 1787 roku, Legią Honorową w 1807 roku, a w 1829 roku rosyjskim Orderem św. Włodzimierza. Od 1800 był członkiem Towarzystwa Warszawskiego Przyjaciół Nauk.